# A Global Threat
A Global Threat (AGT) var ett Bostonbaserat streetpunkband som bildades 1997. De släppte fyra fullängdsalbum innan de splittrades 2007.

## Medlemmar
- Bryan Lothian: sång, gitarr (originalmedlem, 1997-2007)
- Mike Graves: trummor (1998-2007)
- John Curran: bas (2000-2007)
- Petrov Curtis: guitar, eventuellt bas (1998-????)
- Brett Threat: bas (originalmedlem, 1997-1999)
- Westie (originalmedlem)
- Tubby Tim (originalmedlem)
- Johnny: kompgitarr, bas (1999)
- Mark Civitarese: sång (1998-1999)
- Gabe Crate: bas (1999-2000)
- Rufio: gitarr (????-2006)
- Josiah Steinbrick: bas (2001/2002)

## Diskografi
- 1999 – What the Fuck Will Change
- 2000 – Until We Die
- 2002 – Here We Are
- 2006 – Where the Sun Never Sets